# Светла Златева
Светла Стефанова Златева е българска състезателка по лека атлетика в бягането на 400 и 800 метра от 1970-те. Тя е бивша световна рекордьорка на 800 м от 1973 до 1976 г. и в щафетното бягане 4 х 800 м през 1975 година. Участва на две Олимпиади и на 800 м се класира на IV място през 1972 г. и на VI през 1976 г.

## Кариера
Родена е на 24 февруари 1952 година в град Горна Оряховица. Представлява клуба Левски София.
На Европейските първенства на закрито тя постига следните резултати:
- 1970 г. – VI място;[2]
- 1971 г. – IV място на 400 метра и печели бронзов медал в щафетата 4 х 400 метра;[3][4]
- 1972 г. – бронзов медал на 800 м;[5]
- 1973 г. – IV място;[6]
- 1974 г. – IV място;[7]
- 1977 г. – V място;[8]
- 1981 г. – сребърен медал;[9]

Тя е част от силната традиция на българските лекоатлетки на 800 м, които печелят медали на Европейските първенство на закрито през 1972, 1973, 1975, 1976, 1977, 1978 и 1979 г. – Стефка Йорданова, Росица Пехливанова, Николина Щерева, Лиляна Томова и Тотка Петрова.
Златева се състезава на Олимпийски игри два пъти. На Летните олимпийски игри през 1972 г. в Мюнхен на 800 м тя печели първоначалната серия с резултат 1 минута и 58,93 секунди и е втора на полуфинала. На финала се класира на четвърто място с 1:59,72 мин. като подобрява олимпийския рекорд 1:58,93 мин. Златева дори повежда първите 600 м на финала, но после е изпреварена от Хилдегард Фалк, Нийоле Сабайте и Гънхилд Хофмайстер Въпреки това, на 24 август 1973 г. в Атина Златева подобрява световния рекорд на Фалк с 0,97 секунди, като пробягва 800 м за 1:57,48 минути. Тя го запазва до 12 юни 1976 г., когато рускинята Валентина Герасимова постига 1:56 минути.
Избрана е за спортист № 1 на Балканите през 1973 година, когато бяга 400 м за 52,9 секунди. През същата година е на второ място в класацията за спортист на България.
На втората си олимпиада през 1976 г. в Монреал Златева отново бяга на 800 м и подобрява личния си рекорд. Тя отново побеждава в първоначалната серия, а след това завършва на трето място в своя полуфинал с 1:57,93 минути. В последното състезание е на шесто място като постига личното си най-добро време 1:57,21 минути. Тя се състезава също и в щафетата, но отборът ѝ не успява да премине първия кръг.
Светла Златева е шампион на България на 400 м през 1971 и 1976 г., на 800 и 1500 метра през 1973 г., както и шампион в зала на 400 м през 1971, 1972 и 1973 г. и на 800 м през 1981 г.

## Личен живот
Била е омъжена за бронзовия медалист от олимпиадата през 1976 г. в Монреал в класическата борба Иван Колев. През това време тя е била известна като Светла Златева-Колева.